# Hacettepe Red Deers 2017
Questa voce raccoglie le informazioni riguardanti gli Hacettepe Red Deers nelle competizioni ufficiali della stagione 2017.

## 1. Lig 2017

### Stagione regolare
| 19 febbraio 2017 1ª giornata | ODTÜ Falcons | 46 – 21 | Hacettepe Red Deers |  |

| 5 marzo 2017 2ª giornata | Hacettepe Red Deers | 16 – 6 | Gazi Warriors |  |

| 12 marzo 2017 3ª giornata | Hacettepe Red Deers | 13 – 20 | Yeditepe Eagles |  |

| 26 marzo 2017 4ª giornata | ITÜ Hornets | 35 – 9 | Hacettepe Red Deers |  |

| 2 aprile 2017 5ª giornata | Koç Rams | 35 – 0 (a tavolino) | Hacettepe Red Deers |  |

| 7 maggio 2017 6ª giornata | Hacettepe Red Deers | 0 – 35 (a tavolino) | Boğaziçi Sultans |  |

| 14 maggio 2017 7ª giornata | Sakarya Tatankaları | 35 – 0 (a tavolino) | Hacettepe Red Deers |  |

## Statistiche di squadra
| Competizione      | %Vittorie | In casa | In casa | In casa | In casa | In casa | In casa | In trasferta | In trasferta | In trasferta | In trasferta | In trasferta | In trasferta | Totale | Totale | Totale | Totale | Totale | Totale |
| Competizione      | %Vittorie | G       | V       | N       | P       | Pf      | Ps      | G            | V            | N            | P            | Pf           | Ps           | G      | V      | N      | P      | Pf     | Ps     |
| ----------------- | --------- | ------- | ------- | ------- | ------- | ------- | ------- | ------------ | ------------ | ------------ | ------------ | ------------ | ------------ | ------ | ------ | ------ | ------ | ------ | ------ |
| Stagione regolare | .143      | 3       | 1       | 0       | 2       | 29      | 61      | 4            | 0            | 0            | 4            | 30           | 151          | 7      | 1      | 0      | 6      | 59     | 212    |
| Totale            | .143      | 3       | 1       | 0       | 2       | 29      | 61      | 4            | 0            | 0            | 4            | 30           | 151          | 7      | 1      | 0      | 6      | 59     | 212    |